# إيكو نايت: بييوند
إيكو نايت: بايوند (بالإنجليزية:Echo Night: Beyond) (باليابانية:エコーナイト) ، هي لعبة إلكترونية من نوع رعب وخيال علمي ، أنتجت من قبل شركة فروم سوفت وير اليابانية ، وتعمل فقط لنظام بلاي ستيشن 2.

## قصة اللعبة
حدثت كارثة المجمع السكني في القمر ، عندما سيطرت خطيبة بطل اللعبة المتوفية على المجمع السكني ليقتل جميع الناس ، وتحولوا جميعاً إلى أشباح ، فيقوم بطل اللعبة الوحيد بالبحث عن زملائه المفقودين ، ولكن تفاجأ بأنه يعيش في مدينة الأشباح.

## وصلات خارجية
- الموقع الرسمي
- الموقع الرسمي